# Sławomir Mrożek
Sławomir Mrożek, poljski dramatik, pisatelj, likovni ustvarjalec, novinar in kolumnist, * 29. junij 1930, † 15. avgust 2013.

## Življenje
Mrożek se je rodil 29. junija 1930 v mestu Boržečin. Kmalu po rojstvu se je njegova družina preselila v Krakov. Tam je končal gimnazijo in se vpisal na študij arhitekture, ki ga je kmalu opustil. V prihodnjih letih je vpisal še študija orientalske filozofije in umetnosti, vendar nobenega izmed njiju ni nikoli končal. V času po gimnaziji je Mrożek simpatiziral s socialistično ideologijo, kar je razvidno iz njegove dejavnosti v raznih društvih in iz zgodnjih novinarskih prispevkov. Kasneje je postal njen velik kritik in jo je marsikdaj satirično in groteskno prikazoval v svojih delih.
Prav tako je bil že med študijem uspešen risar (za svoje satirične upodobitve v revijah Przekrój in Szpilki je prejel nagrado) in se je posvečal novinarski karieri pri časopisu Dziennik Polski (Poljski dnevnik). Zanj je pisal razne članke, feljtone, dramske recenzije, satirične tekste pa je objavljal tudi v drugih revijah. Svoj dramski prvenec Policja (Policija) je izdal leta 1958. Leta 1959 se je poročil in preselil v Varšavo ter v kasnejših letih veliko potoval po Evropi. Potovanjem so velikokrat botrovali razni festivali in nagrade, ki jih je za svoja dela prejemal v tujini. Tam je spoznal drugačno življenje kot ga je imel doma – brez nadzora in stroge cenzure, kar je posledično vodilo v to, da je leta 1963 za več kot trideset let zapustil Poljsko. Najprej je za kratek čas emigriral v Italijo, leta 1968 pa v Pariz.
V Parizu je deloval že kot priznan dramatik in ustvarjalec, prepoznavnost mu je namreč prineslo delo Tango iz leta 1964 (zanj je prejel Nagrado fundacije Alfreda Jurzykowskega v New Yorku). Zaradi za takratno poljsko politiko spornega članka o dejanjih vodstva države, objavljenega v francoski reviji Le Monde, mu je bilo leta 1968 odvzeto poljsko državljanstvo, prav tako so v državi prepovedali njegova dela. Prepoved je trajala vse do leta 1972. V naslednjih letih je ponovno veliko potoval (predvsem po Amerikah in Zahodni Nemčiji) in se vmes le nekajkrat vrnil v domovino. 7 let je živel v Mehiki s svojo drugo ženo, leta 1996 pa sta se skupaj vrnila na Poljsko.
Leta 2002 je doživel možgansko kap, ki mu je za nekaj let otežila nadaljnje ustvarjanje – čeprav je po njej izdal še kar nekaj del, med drugim tudi avtobiografijo Baltazar. Njegovo zadnje delo je bila drama Karnawal, czyli pierwsza żona Adama, ki jo je napisal in izdal leta 2012. Ob ogledu premiere tega dela je zadnjič obiskal svojo domovino. Umrl je 15. avgusta 2013 v Nici v Franciji, kamor se je leta 2008 preselil zaradi lažjega okrevanja po kapi.

## Ustvarjalni opus
V začetku kariere je Mrożek risal karikature za razne revije in časopise (prve so objavili v reviji Szpilki), pisal pa je predvsem novinarske prispevke, kot so politični članki, feljtoni in reportaže ter satirične tekste. Leta 1956 se je predstavil s satiričnim romanom Maleńkie lato in se povezal z nekaterimi znanimi gledališkimi ustanovami (mdr. Krakovsko gledališče satirikov, Študentsko gledališče Bim-Bom iz Gdanska, Varšavsko satirično gledališče Syrena, razni kabareti).
1958 je debitiral kot dramatik z delom Policja (Policija), po odhodu iz države pa je izdal še mnogo dramskih del, npr. Męczeństwo Piotra Oheya, Indyk, Karol, Na pełnym morzu, Zabawa, Kynolog w rozterce, Czarowna noc ter Śmierć pułkownika. Zaradi delovanja v tujini se je glas o njegovi literaturi hitro širil po Evropi (v Nemčiji in Franciji so nekatera dela celo izdali). Svetovno slavo in prepoznavnost pa mu je prinesla drama Tango leta 1964, za katero je skozi leta prejel številna priznanja in nagrade, prav tako pa je bila prevedena v mnoge jezike.
Ker so leta 1968 prepovedali njegova dela na Poljskem, je delo Vazlav (1970) doživelo premiero v Zürichu. Po koncu trajanja prepovedi 1972 so na Poljskem izšla dela Szczęśliwe wydarzenie, Rzeźnia, Emigranci, Garbus, Krawiec, Lis filozof, Polowanie na lisa, Serenada, Amor, Pieszo in Ambasador.
Zaradi stroge cenzure, uvedene leta 1944 na Poljskem, Mrożek mnogih del ponovno ni mogel izdati do leta 1987, vseeno pa je leta 1984 prejel nagrado društva književnikov (Związek Literatów) za doprinos k poljski književnosti. V tistih letih sta izšli le dve deli, in sicer Kontrakt (1986) in Portret (1987), v 90. pa je bila njegova literatura ponovno neodvisna od oblasti in izšla je zbirka del Dramaty.
Poleg dramskih del je Mrożek pisal tudi prozo in izdajal zbirke karikatur in satiričnih tekstov. Leta 1963 je izdal mladinsko satirično povest Ucieczka na południe in zbirko pripovedi Deszcz. V Franciji so med drugim izdali tudi njegovo delo Słoń, leta 1968 pa zgodbo Moniza Clavier ter zbirko njegovih risb Przez okulary Sławomira Mrożka. 
V 90. letih, po koncu stroge cenzure, so na Poljskem izdali njegova dela Małe prozy, Rysunki in Miłość na Krimie (za njo je prejel tudi nagrado Crédit Industriel et Commercial Paris Théâtre). Leta 2006 je izdal avtobiografijo Baltazar, ki je nastala kot posledica zdravljenja po možganski kapi – Mrożek je pisal dnevnik in svoje spomine, ki jih je kasneje združil v knjigo.
V vseh svojih delih se Mrożek osredotoča na problematiko poljske zgodovine in kulturne tradicije, kot tudi na takrat aktualno problematiko družbe in politike. Veliko del namenja tematiziranju svobode.
Literarna kritika ga umešča ob bok svetovnim ustvarjalcem drame absurda (Ionesco, Beckett).
Pred kratkim so odkrili njegovo korespondenco. Dopisoval si je med drugimi z Ervinom Axerjem, Adamom Tarnom in Stanisławom Lemom.

## Dela

### Zbirke pripovedi
- Opowiadania z Trzmielowej Góry, 1953

- Półpancerze praktyczne, 1953

- Słoń, 1957

- Wesele w Atomicach, 1959

- Deszcz, 1962

- Dwa listy i inne opowiadania, 1970

- Opowiadania, 1981

- Donosy, 1983

- Śpiąca Królewna

- Woda

- Ostatni husarz

- Zeszyt

- Małe prozy, 1990

- Lew

- Czekoladki dla Prezesa, 2018

### Dramska dela
- Policja, 1958

- Męczeństwo Piotra Oheya, 1959

- Indyk, 1960

- Na pełnym morzu, 1961

- Karol, 1961

- Strip-tease, 1961

- Zabawa, 1962

- Kynolog w rozterce, 1962

- Czarowna noc, 1963

- Śmierć porucznika, 1963

- Tango, 1964

- Der Hirsch, 1965

- Racket Baby, 1965

- Poczwórka, 1967

- Dom na granicy, 1967

- Testarium, 1967

- Profesor, 1968

- Drugie danie, 1968

- Szczęśliwe wydarzenie, 1971

- Rzeźnia, 1973

- Emigranci, 1974

- Garbus, 1975

- Serenada, 1977

- Lis filozof, 1977

- Polowanie na lisa, 1977

- Krawiec, 1977

- Lis aspirant, 1978

- Pieszo, 1980

- Vatzlav, 1982

- Ambasador, 1982

- Letni dzień, 1983

- Alfa, 1984

- Kontrakt, 1986

- Portret, 1987

- Wdowy, 1992

- Miłość na Krymie, 1993

- Wielebni, 2000

- Piękny widok, 2000

- Karnawał, czyli pierwsza żona Adama, 2013

### Romani
- Maleńkie lato, 1956

- Ucieczka na południe, 1961

### Zbirke feljtonov
- Małe listy, 1981

- Dziennik powrotu, 2000

- Małe listy, 2000

### Filmski scenariji
- Wyspa róż, 1975

- Amor, 1978

- Powrót, 1994

### Druga dela
- Rysunki, Iskry, Warszawa 1982

- Baltazar, autobiografia, 2006

- Człowiek według Mrożka. Rysunki 1950–2000

- Tango z samym sobą. Utwory dobrane, Noir sur Blanc, Warszawa, 2009

- Dziennik. Tom 1. 1962–1969, Wydawnictwo Literackie, Kraków 2010

- Dziennik. Tom 2. 1970–1979, Wydawnictwo Literackie, Kraków 2012

- Dziennik. Tom 3. 1980–1989, Wydawnictwo Literackie, Kraków 2013

- Listy, Wydawnictwo Literackie, Kraków 2011

- W emigracyjnym labiryncie. Listy 1965–1982, Wydawnictwo Literackie, Kraków 2017

## Prevodi v slovenščino

### Dramska dela
- Čarobna noč (1960) (COBISS)

- Strip-tease (1978, prev. Zdenka Škerlj-Jermanova) (COBISS)

- Emigranta (1981) (COBISS)

- Grbavec (1981, prev. Nikolaj Jež) (COBISS)

- Ambasador (1982, prev. Stane Potisk) (COBISS)

- Karel (1984, prev. Darja Dominikuš) (COBISS)

- Peš (1984, prev. Darja Dominikuš, Tone Pretnar) (COBISS)

- Na odprtem morju (1994, prev. Bruno Hartman) (COBISS)

- Tango (2003, prev. Uroš Kraigher) (COBISS)

- Policija (2003, Uroš Kraigher) (COBISS)

### Kratke radijske igre
- Dogodek (1993, prir. Mirče Šušmel) (COBISS)

- Veteran petega polka (1993, prir. Mirče Šušmel) (COBISS)

- Pred sezono (1993, prir. Mirče Šušmel) (COBISS)

### Članki
- Mrožek o sebi, Gorenjski glas (1989) (COBISS)

- Povest o čudežni rešitvi, Gorenjski glas (1989) (COBISS)

- Nujna zadeva, Srce in oko: revija Prešernove družbe (1990, prev. Niko Jež) (COBISS)

- Muzej, Delo (1991, prev. Mladen Pavičić) (COBISS)

- Humoreske, Oder pod odrom (1994, prev. Niko Jež) (COBISS)

- Hotel sem se postaviti ob stran, Oder pod odrom (1994, prev. Niko Jež) (COBISS)

### Drugo
- Pomlad na Poljskem (1961, prev. Lojze Krakar, Uroš Kraigher) (COBISS)

- Klavnica (slušna igra v štirih delih) (1978, prev. Uroš Kraigher) (COBISS)

- Leteči slon (1980, Prev. Branko Šömen) (COBISS)

- Šest zgodb (1999, prev. Mladen Pavičić) (COBISS)

- Vsakdanjik navadne ženske (2008, prev. Jana Unuk) (COBISS)

## Uprizoritve dramskih del v Sloveniji

### Tango
- SNG Drama Ljubljana, sezona 1965/1966, (rež. Miran Herzog)

- Slovensko stalno gledališče Trst, sezona 1979/1980 (rež. Franci Kralj)

- Študijska produkcija/projekt AGRFT, 4. letnik 1992/1993 (rež. Matjaž Pograjc)

- Študijska produkcija/projekt AGRFT, 4. letnik 1978/1979 (rež. Janez Pipan)

- Slovensko stalno gledališče Trst, sezona 2003/2004 (rež. Vladimir Jurc)

### Na odprtem morju
- Drama SNG Maribor, sezona 1967/1968 (rež. Žarko Petan)

- Novi ZATO, sezona 1991/1992 (rež, Samo M. Strelec)

- SLG Celje, sezona 1994/1995 (rež. Matija Logar)

- Gledališka šola Gledališča Koper Gledališka druženja, sezona 2016/17 (rež. Gregor Geč)

### Policaji (Policija)
- SLG Celje, sezona 1959/1960 (rež. Janez Vrhunc)

- Drama SNG Maribor, sezona 1961/1962 (rež. Miran Herzog)

- SNG Nova Gorica, sezona 1967/1968 (rež. Janez Drozg)

- Prešernovo gledališče Kranj, sezona 1997/1998 (rež. Jaša Jamnik)

- SLG Celje, sezona 2014/15 (rež. Jernej Kobal)

### Emigranta
- SNG Drama Ljubljana, sezona 1975/1976 (rež. Žarko Petan)

- SLG Celje, sezona 1986/1987 (rež. Iztok Valič)

- Prešernovo gledališče Kranj, sezona1989/1990 (rež. Marjan Bevk)

- SNG Drama Ljubljana, sezona 2021/2022 (rež. Nina Ramšak Marković)

### Čarobna noč
- Slovensko stalno gledališče Trst, sezona 1966/1967 (rež. Branko Gombač)

- Drama SNG Maribor, sezona 1967/1968 (rež. Žarko Petan)

### Ostala dela
- Grbavec, MGL, sezona 1978/79 (rež. Mile Korun)

- Ambasador, Drama SNG Maribor, sezona 1982/1983 (rež. Voja Soldatović)

- Peš, SNG Drama Ljubljana, sezona 1983/1984 (rež. France Jamnik)

- Kontrakt, SNG Drama Ljubljana, sezona 1987/88 (rež. Žarko Petan)